# Sachan Dosova
Sachan Dosova eller Sahan Dosova (kazakiska: Сaxaн Дocoвa), påstått född 27 mars 1879, död 9 maj 2009 var en kvinna från Karagand i Kazakstan som gjorde anspråk på att vara världens äldsta person någonsin. 

## Bekräftelse
Sachan Dosova blev världskänd efter en noggrann utförd kontroll på hennes ID som visade att hennes födelsedatum var 27 mars 1879, vilket gjorde henne 130 år och 43 dagar gammal när hon dog 9 maj 2009. Detta är 8 år mer än Jeanne Calment, världens hittills äldsta kvinna som dog 1997 när hon var 122 år och 164 dagar gammal. Dock måste Dosova först bekräftas av myndigheterna innan hon officiellt kommer med i listan för världens äldsta kvinnor.

## Död
Sedan hennes ålder uppmärksammats fick hon en lägenhet av regeringen. Där halkade hon i badrummet och dog den 9 maj 2009.